# آنتونیو لوئیز کویمبرا د کاسترو
آنتونیو لوئیز کویمبرا د کاسترو (انگلیسی: Antonio Luiz Coimbra de Castro; ۱۶ مارس ۱۹۳۲ – ۱۳ اوت ۲۰۰۴) پزشک و پرسنل نظامی اهل برزیل بود.